# لئوپولد بارشانت
لئوپولد بارشانت (آلمانی: Leopold Barschandt; ۱۲ اوت ۱۹۲۵ – ۵ اکتبر ۲۰۰۰) بازیکن فوتبال اهل اتریش بود.
از باشگاه‌هایی که در آن بازی کرده‌است می‌توان به اشاره کرد.
وی همچنین در تیم ملی فوتبال اتریش بازی کرده‌است.